# São Cristóvão
São Cristóvão este un oraș în Sergipe (SE), Brazilia.